# La Maîtresse du diable
Pour les articles homonymes, voir Devil You Know.
 (octobre 2023).
Pour plus de détails, voir Fiche technique et Distribution.
La Maîtresse du diable (anglais : The Devil You Know) est un film américain réalisé par James Oakley, sorti en 2013.

## Synopsis
Kathryn Vale, une ex-star du cinéma, cache un sombre secret. Sa fille Zoe aimerait suivre ses pas et avoir la même carrière. Kathryn aimerait revenir sur le devant de la scène. C'est à ce moment-là qu'un maître chanteur fait son apparition, ce qui pourrait mettre en péril sa vie et celle de son entourage.

## Fiche technique
- Titre original : The Devil You Know
- Réalisation : James Oakley
- Scénario : Alex Michaelides
- Direction artistique : Eric Dean, Brandon Smith
- Décors : Sean Daly
- Costumes : Olivia Mori
- Photographie : Kenny Brown (Kenneth Brown)
- Montage : Luke Dye
- Musique : Mark Sayfritz
- Production : Amanda Foley, Peter R. McIntosh (Peter McIntosh), James Oakley, Michael Webber
  - Production déléguée : Dee Bagwell Haslam
  - Coproduction déléguée : Joe Kirby
  - Production associée : Andrew Maag
- Société(s) de production : RIVR Media, Roger Films
- Société(s) de distribution :
- Pays de production : États-Unis
- Année : 2013
- Langue originale : Anglais
- Format : Couleur
- Genre : thriller
- Durée : 72 minutes
- Dates de sortie : 
  - États-Unis : 9 juillet 2013 (internet)
  - France : nc[Quoi ?]

## Distribution
- Lena Olin : Kathryn Vale
- Rosamund Pike : Zoe Hughes
- Dean Winters : Jake Kelly
- Molly Price : Edie Fontaine
- Bern Cohen : Humphrey Smith
- Barbara Garrick : Joan Stone
- Jennifer Lawrence : Zoe, jeune
- Stephen Gevedon : Max Pierce
- Matthew Faber : Harry
- Alan Coates : Dr Seger

## Production
Le film a été tourné en 2005.